# San Francisco 49ers 1954
La stagione 1954 dei San Francisco 49ers è stata la 5ª della franchigia nella National Football League. Fu l'ultima annata sotto la direzione di Buck Shaw, l'unico allenatore che la squadra avesse mai avuto, che sarebbe stato sostituito da Red Strader, ex capo-allenatore dei New York Yanks.

## Partite

### Stagione regolare
| Turno | Data  | Trasferta           | Punteggio | Casa                | Record | Pubblico |
| 1     | 26/9  | Washington Redskins | 41–7      | San Francisco 49ers | 1–0–0  | 32,085   |
| 2     | 3/10  | San Francisco 49ers | 24–24     | Los Angeles Rams    | 1–0–1  | 79,208   |
| 3     | 10/10 | San Francisco 49ers | 23–17     | Green Bay Packers   | 2–0–1  | 15,571   |
| 4     | 17/10 | San Francisco 49ers | 31–24     | Chicago Bears       | 3–0–1  | 42,935   |
| 5     | 24/10 | Detroit Lions       | 37–31     | San Francisco 49ers | 4–0–1  | 58,891   |
| 6     | 31/10 | Chicago Bears       | 31–27     | San Francisco 49ers | 4–1–1  | 49,833   |
| 7     | 7/11  | Los Angeles Rams    | 42–34     | San Francisco 49ers | 4–2–1  | 58,758   |
| 8     | 14/11 | San Francisco 49ers | 48–7      | Detroit Lions       | 4–3–1  | 58,431   |
| 9     | 20/11 | San Francisco 49ers | 31–3      | Pittsburgh Steelers | 5–3–1  | 37,001   |
| 10    | 28/11 | San Francisco 49ers | 17–13     | Baltimore Colts     | 5–4–1  | 23,875   |
| 11    | 5/12  | Green Bay Packers   | 35–0      | San Francisco 49ers | 6–4–1  | 32,012   |
| 12    | 11/12 | Baltimore Colts     | 10–7      | San Francisco 49ers | 7–4–1  | 25,456   |

## Premi individuali
First-team All-Pro
- Joe Perry (FB)
- Bruno Banducci (G)
- Leo Nomellini (DT)

Second-team All-Pro
- Hugh McElhenny (HB)
- Billy Wilson (E)
- Bob St. Clair (T)